# 김영철의 Fun Fun English
김영철의 Fun Fun English는 SBS 파워FM에서 여름방학 특집으로 2011년 8월 8일부터 2011년 8월 14일까지 방송되었다. 배성재의 행복한 아침을 잠시 1시간으로 줄이고 오전 6시부터 7시까지 방송된다.

## 매일코너
- 트래비스의 5분 클리닉
- 뻔뻔한 Q&A
- 영철 영어
- 뻔뻔 Cinema

## 요일코너
- 토 :Open Studio! Fun Fun 특강!
- 일 :해외토픽 블라블라블라
- 일 :Oops! 잉글리시